# Ostenscher Kreis
Der Ostensche Kreis, anfangs Osten- und Blücherscher Kreis, war ein Kreis, der vom 17. Jahrhundert bis 1817 in Pommern bestand. 

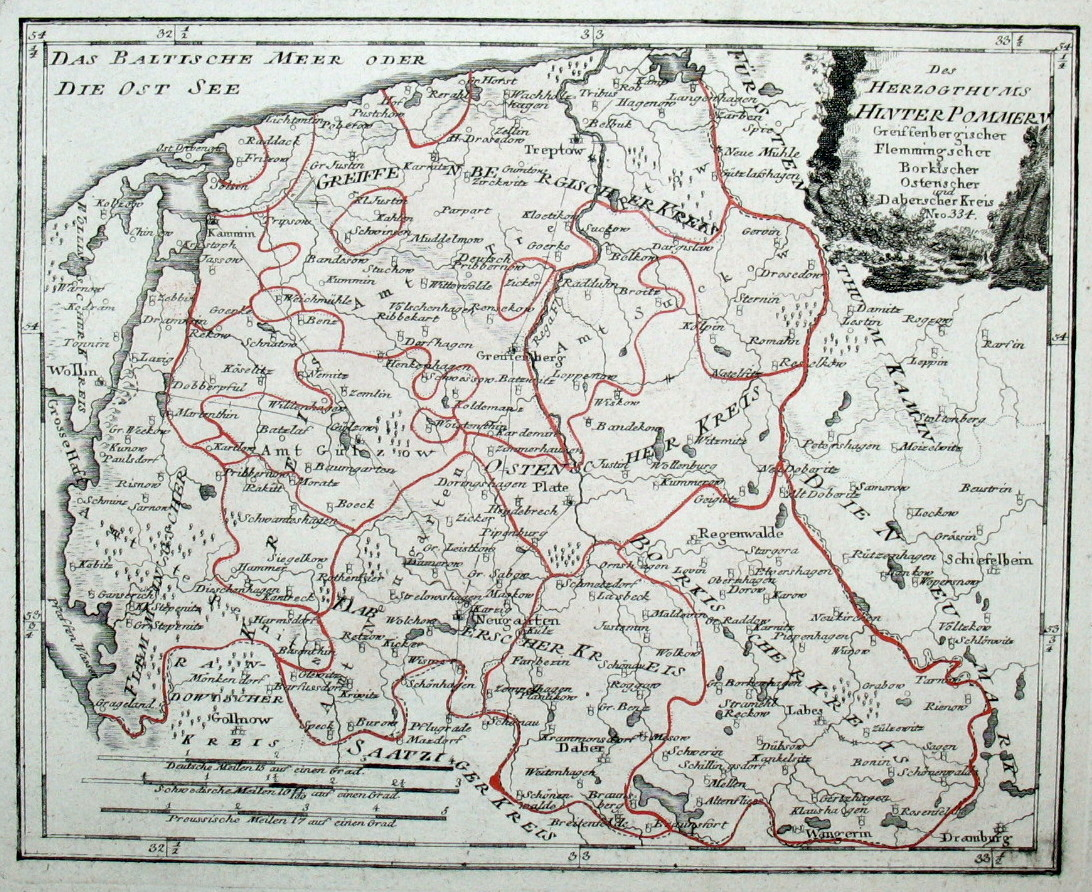
Kreise im Herzogtum Hinterpommern um 1795, in der Mitte der Ostensche Kreis

## Geschichte
Im Herzogtum Pommern-Stettin wurde unter Herzog Philipp II., der von 1606 bis 1618 regierte, eine erste Kreiseinteilung vorgenommen. Zunächst waren elf Kreise vorgesehen, von denen der elfte Kreis den Gutsbesitz der wichtigsten Adelsfamilien, der sogenannten Burg- und Schlossgesessenen Geschlechter, umfassen sollte. In der Verwaltungspraxis wurden Gebiete für die Vereinnahmung von Steuern, der sogenannten Kontributionen, benötigt. Diese wurden anfangs als „Quartiere“ oder „Distrikte“ bezeichnet, ab etwa 1690 dann als Kreise. Hierbei erwies sich aber der elfte Kreis, in dem mehrere adlige Familien zusammengefasst waren, als zu groß.
So wurden kleinere Einheiten geschaffen, in denen jeweils der Gutsbesitz von nur einer oder zwei adligen Familien zusammengefasst wurde, die sogenannten Familienkreise. In diesem Zug wurde das Gebiet der adligen Familien von der Osten und Blücher zum Osten- und Blücherschen Kreis zusammengefasst.
Die beiden Familien von der Osten und Blücher galten als burg- und schlossgesessen, da sie beide gemeinsam Stadtherren der Stadt Plathe waren, wo jeder Familie ein Schloss gehörte. Matthias Conrad von der Osten (1691–1748), Geheimem Finanzrat und Chefpräsidenten der kurmärkischen Kriegs- und Domänenkammer zu Berlin, gelang es in den 1730er Jahren, den Blücherschen Anteil von Plathe zu erwerben. An die Stelle der Bezeichnung Osten- und Blücherscher Kreis trat dann die Bezeichnung Ostenscher Kreis.
Zu Ende 1817 wurde im Rahmen einer Kreisreform in Pommern der Ostensche Kreis aufgelöst. Der größte Teil des Kreisgebietes kam zum neugebildeten Kreis Regenwalde.

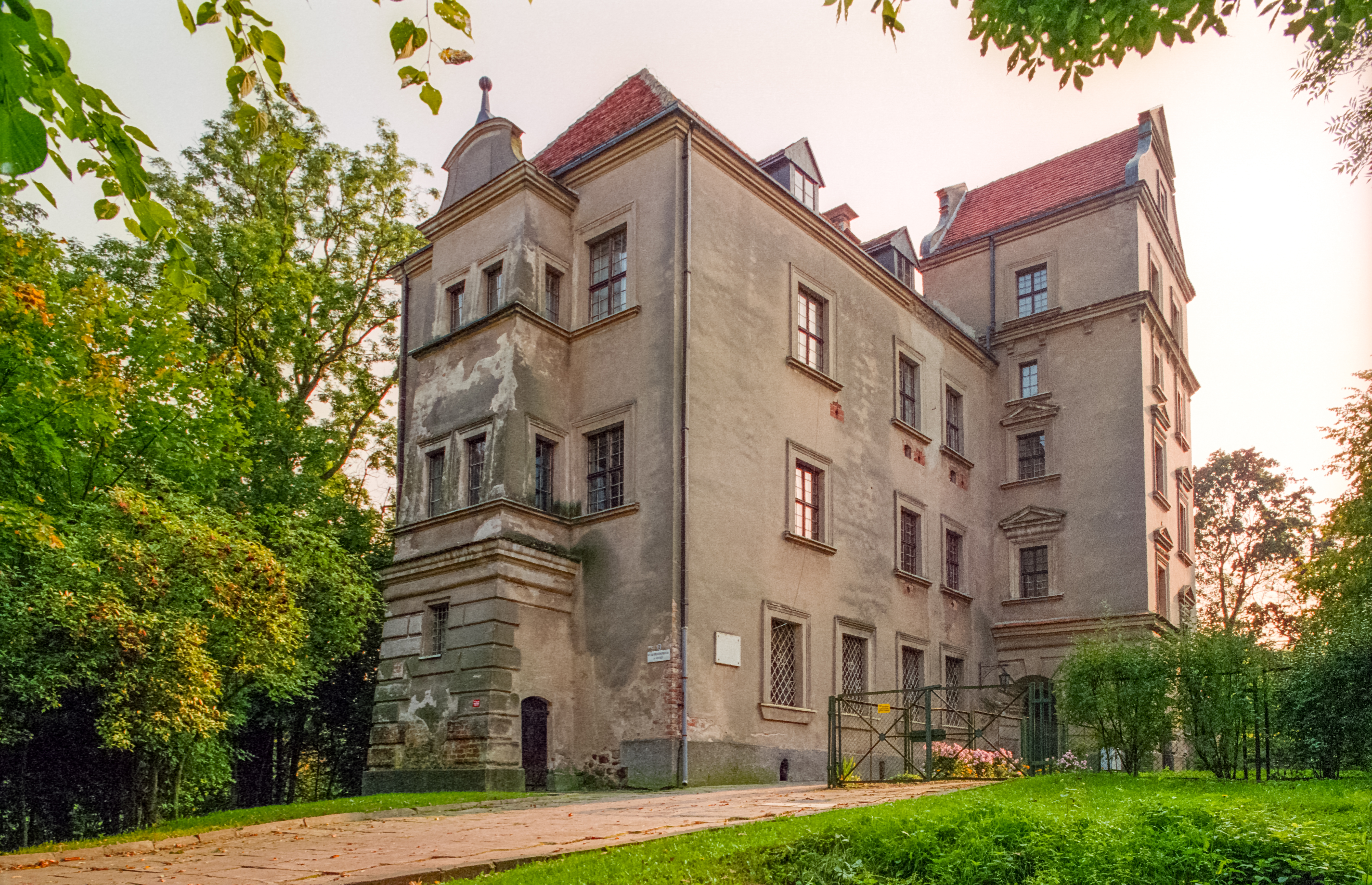
Altes Schloss Plathe („Blücherschloß“)
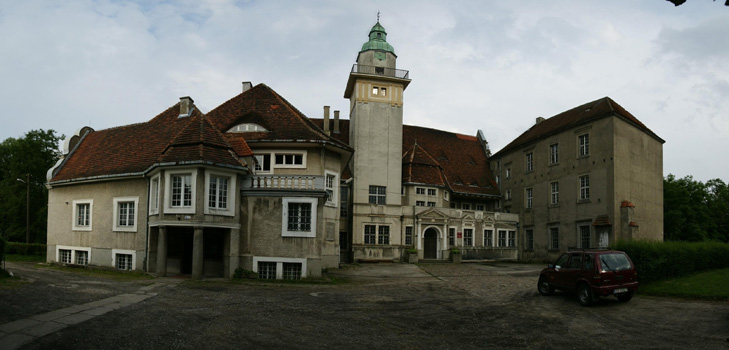
Neues Schloss Plathe („Ostenschloß“)

## Kreisangehörige Orte
Bei seiner Auflösung Ende 1817 umfasste der Ostensche Kreis folgende Orte:
Stadt: 
1. Plathe

Dörfer in adligem Besitz: 
1. Altenhagen
2. Bandekow
3. Cardemin
4. Cummerow
5. Dammkathen
6. Dannhof
7. Geiglitz
8. Gramhaus
9. Heidebreck
10. Hohenfier
11. Holzkathen
12. Immenhof
13. Justin
14. Karand
15. Kutzer
16. Lietzow
17. Mackvitz
18. Mittelhagen
19. Muddelmow
20. Mückenkathen
21. Natelvitz
22. Neidhoff
23. Neuenhagen
24. Neukrug
25. Ostenheide
26. Schloss und Vorwerk Plathe
27. Pinnow
28. Piepenburg
29. Reselkow
30. Rübenhagen
31. Stölitz
32. Stölitzhöfchen
33. Vieren
34. Wisbu
35. Witzmitz
36. Wollenburg
37. Ziegelei
38. Zimmerhausen
39. Zowen

## Landräte
(...)
- 1713–?: Carl Curt von der Osten (1672–1724)

(...)
- 1733–1777: Christoph Friedrich von der Osten (1714–1777)
- 1777–1786: Friedrich Wilhelm von der Osten (1721–1786)
- 1786–1813: George Julius Felix von der Osten (1745–1824)
- 1813–1817: Major von Dewitz (interimistisch, zugleich interimistischer Landrat des Daberschen Kreises)